# Eva Maria Björck
Eva Maria Björck, född 1770, död 1822, var en svensk konstnär.

## Biografi
Björck var dotter till kronobefallningsman Erik Björck. Hon var elev vid Konstakademien och fanns representerad vid akademiens utställning i Stockholm 1791 med ett broderi av Slaget vid Hogland 1788, som belönades med akademiens Lilla guldmedalj.   